# Западен регион
Западна област (на английски: Western Division) е една от областите на Гамбия. Разположена е в западната част на страната, на южния бряг на река Гамбия. Граничи със Сенегал. Площта ѝ е 1764 квадратни километра, а населението е 688 744 души (по преброяване от април 2013 г.). Столицата на областта е град Брикама. Севернобрежната област е разделена на 9 общини.